# Aufstand der Tiere
Aufstand der Tiere ist ein Zeichentrickfilm von John Halas und Joy Batchelor aus dem Jahr 1954, der sich an der Fabel Farm der Tiere aus dem Jahr 1945 von George Orwell orientiert. Dieser Film ist auch unter dem Titel Animal Farm – Aufstand der Tiere bekannt. Er gilt als erste europäische Zeichentrickfilmproduktion in Langspieldauer. Nach Orwells Tod hatte sich der US-amerikanische Auslandsgeheimdienst Central Intelligence Agency (CIA) die Filmrechte gesichert, um sich im Kalten Krieg gegen die Sowjetunion zu positionieren.
Kurzgefasst geht es in dieser Fabel auf den Totalitarismus darum, dass eine Schreckensherrschaft durch eine andere ersetzt wird.
Als Autor befasste George Orwell (1903–1950) sich in seinen Romanen mit politischen Herrschaftssystemen, besonders der Diktatur. Eines der bekanntesten Werke von ihm ist der Roman 1984. Sie werden dem utopischen Genre der Dystopien zugeordnet.
Der animierte Film wurde 1956 in der Kategorie "Bester Animationsfilm" für den British Academy Film Award nominiert.

## Handlung
Zur Inhaltsangabe der Literaturvorlage siehe: Farm der Tiere.
Die Handlung weicht mitunter von der Vorlage ab, wobei sich insbesondere das Ende deutlich vom Buch unterscheidet. Die Schweine fangen nicht an, mit den Menschen gemeinsame Sache zu machen, sondern können eine „animalische Weltrevolution“ auslösen, in deren Verlauf auf jedem Bauernhof die Schweine an die Macht gelangen und es sich zum Ziel setzen, die anderen Tiere mit immer weniger Nahrung immer mehr arbeiten zu lassen. In der allerletzten Szene des Films starten die unterdrückten Tiere eine zweite Revolution, diesmal gegen die Herrschaft der Schweine, die dadurch gestürzt wird.
Die Tiergestalten sind metaphorisch angelegt, wobei die Schweine allegorisch Personen wie Karl Marx, Lenin (Old Major), Leo Trotzki (Schneeball) oder Stalin (Napoleon) darstellen.
Jahre nach dem Erscheinen des Films wurde bekannt, dass die politisch motivierten Anpassungen in vielen Fällen von Beratern der CIA angeregt worden waren.

## Veröffentlichung und Altersfreigabe
Der Animationsfilm wurde am 29. Dezember 1954 im Manhattaner Paris Theatre in New York City uraufgeführt. Die deutsche Premiere fand im Juni 1955, im Rahmen der Internationalen Filmfestspiele in Berlin statt. Die Erstausstrahlung im westdeutschen Fernsehen war am 29. April 1958. 1982 gab es eine erneute Aufführung in Deutschland. Premiere in Australien war 1961 auf dem Adelaide Film Festival. Der Film wurde bisher in zehn Sprachen synchronisiert.
Hinsichtlich der Altersfreigabe stellt der Film, dessen Handlung für einen Kinderfilm eigentlich zu komplex ist, eine Besonderheit dar. In einigen Ländern ist er für alle Altersgruppen freigegeben, hierzu zählen beispielsweise Frankreich, das Vereinigte Königreich und Japan. Für Grundschüler freigegeben ist der Zeichentrickfilm unter anderem in Deutschland (FSK 6), Dänemark (ab 7) und Finnland (ab 8). Andere Länder stuften den Film dagegen als Jugendfilm ein, der für Kinder unter 12 ungeeignet ist; die USA (auf Google Play ab 14), die Niederlande (ab 14) und Schweden (ab 15).

## Rezeption
Mit dem Ende der 1950er Jahre ging die in den USA auch als Golden age of American Animation bezeichnete Phase der Trickfilme mit Ton zu Ende, die seit 1930 (durch die Erfindung von Technicolor) zunehmend in Farbe produziert wurden. Der Markt für Cartoons war von Unterhaltungsfilmen von Walt Disney und humoristischen Kurzfilmen wie Tom und Jerry geprägt. Daher war ein Zeichentrickfilm, der nicht als Familienfilm vorgesehen war, ein echtes Novum. Der spätere Politiker der Labour Party, Gerald Kaufman schrieb in seiner Rezension, dass niemand, der sich für Kino interessiere, diesen Film verpassen sollte. Dennoch merkte er an, die umfangreichen Änderungen der Textvorlage, seien vermutlich politisch motiviert.
Der amerikanische Filmkritiker Bosley Crowther, der den Film für die New York Times bewertete, schrieb, dass die realistisch dargestellte Gewalt, weit über das hinausgeht, was man von Walt-Disney-Filmen gewohnt sei. Er sprach die Empfehlung aus, man solle nicht den Fehler machen zu glauben, der Film sei für Kinder geeignet, nur weil es sich um einen Trickfilm handle. Originaltext: “Don’t make the mistake of thinking it is for children just because it is a cartoon.”

„Eine formal und in der pointierten Aussage teilweise bestechende Bearbeitung des Romans von George Orwell, der vom Autor als Polemik gegen die im Stalinismus endende russische Revolution gedacht war.“

„In den 1950ern, mitten im Kalten Krieg, wurde dieser neben „Watership Down“ wohl bekannteste britische Zeichentrickfilm von der CIA finanziert. Bereits die Vorlage von George Orwell ist eine beißende Fabel über die von Stalin (= Napoleon) pervertierten Ideen eines Karl Marx (= Old Major), der Geheimdienst bestand aber auf einem weniger resignativen Finale. Fazit: Trickklassiker mit interessanter Finanzierung.“

## Synchronisation
Während in der Originalfassung nur zwei Sprecher zu hören sind (Gordon Heath als Erzähler und Maurice Denham als alle anderen Stimmen und Tierlaute), griff Eberhard Cronshagen bei der deutschen Bearbeitung auf mehrere Sprecher zurück.
| Rolle                      | englischer Sprecher | deutscher Sprecher    |
| -------------------------- | ------------------- | --------------------- |
| Erzähler                   | Gordon Heath        | Wilhelm Borchert      |
| Der alte Major (Old Major) | Maurice Denham      | Eduard Wandrey        |
| Schneeball (Snowball)      | Maurice Denham      | Hans-Dieter Zeidler   |
| Napoleon                   | Maurice Denham      | Arnold Marquis        |
| Quieker (Squealer)         | Maurice Denham      | Horst Gentzen         |
| Benjamin                   | Maurice Denham      | Maurice Denham        |
| Boxer                      | Maurice Denham      | Heinrich Riethmüller  |
| Schafe                     | Maurice Denham      | Gerd Duwner           |
| Bauer Jones                | Maurice Denham      | Martin Hirthe         |
| Pilkington                 | Maurice Denham      | Erich Kestin          |
| Frederik                   | Maurice Denham      | Hans Hermann Schaufuß |